# Arrondissement di Bourg-en-Bresse
L'arrondissement di Bourg-en-Bresse è un arrondissement dipartimentale della Francia situato nel dipartimento dell'Ain, nella regione dell'Alvernia-Rodano-Alpi.

## Storia
Fu creato nel 1800, sulla base dei preesistenti distretti.

## Composizione
L'arrondissement è composto da 219 comuni raggruppati in 24 cantoni:
- cantone di Bâgé-le-Châtel
- cantone di Bourg-en-Bresse-Est
- cantone di Bourg-en-Bresse-Nord-Centre
- cantone di Bourg-en-Bresse-Sud
- cantone di Ceyzériat
- cantone di Chalamont
- cantone di Châtillon-sur-Chalaronne
- cantone di Coligny
- cantone di Meximieux
- cantone di Miribel
- cantone di Montluel
- cantone di Montrevel-en-Bresse
- cantone di Péronnas
- cantone di Pont-d'Ain
- cantone di Pont-de-Vaux
- cantone di Pont-de-Veyle
- cantone di Reyrieux
- cantone di Saint-Trivier-de-Courtes
- cantone di Saint-Trivier-sur-Moignans
- cantone di Thoissey
- cantone di Treffort-Cuisiat
- cantone di Trévoux
- cantone di Villars-les-Dombes
- cantone di Viriat